# Adin Talbar
Adin Talbar, (hebräisch עדין טלבר), (geboren als Max Michael Adin Theilhaber 8. Oktober 1921 in Berlin; gestorben 6. September 2013 in Jerusalem) war stellvertretender Direktor des israelischen Handels- und Industrieministeriums und Gründer der israelischen Academic Sports Association (A.S.A). Er engagierte sich in der deutsch-israelischen Zusammenarbeit.

## Familie
Adin Talbar war Enkel von Adolph Theilhaber, einem Gynäkologen und bayerischen Hofrat, und Sohn von Felix A. Theilhaber, einem Dermatologen und Schriftsteller in Berlin Anfang des 20. Jahrhunderts, der aus Franken nach Berlin kam und dort Stefanie Czaplinska 1914, eine aus Włocławek stammende Jüdin, heiratete.

## Leben
Nach der Grundschulzeit an der zionistisch orientierten Theodor-Herzl-Schule war Theilhaber Schüler am Goethe-Gymnasium in Berlin-Wilmersdorf, kehrte aber 1933 in die inzwischen von Paula Fürst geleitete Theodor-Herzl-Schule zurück, nachdem es am Gymnasium nach der Machtübergabe an die Nationalsozialisten zu Diskriminierungen gekommen war. Nachdem sein Vater im Mai 1933 für zwei Monate im Strafgefängnis Plötzensee interniert wurde und nach seiner Freilassung seine Zulassung als Arzt verlor, wanderte die Familie 1935 nach Palästina aus. Ohne seine Eltern ging Adin Talbar 1935 in den Kibbuz Mischmar haEmek, wo er drei Jahre in der Landwirtschaft lernte. Individualistisch veranlagt, verließ er 1938 den Kibbuz und folgte seinem Bruder Tola Theilhaber nach London, um dort an der Polytechnic Regent Street School das Abitur zu machen.

## Zweiter Weltkrieg und Nachkriegszeit
Nach seiner Rückkehr nach Palästina bei Ausbruch des Zweiten Weltkriegs verbrachte er 1940 einige Monate in der Trans-Jordan Frontier Force. 1942 wurde er Offizier im Palästina-Regiment der Britischen Armee aus dem später die Jüdische Brigade hervorging. Dort lernte er Hazim Khalidi kennen, mit dem ihn – trotz des Arabisch-Israelischen Konflikts – eine lebenslange Freundschaft verband. Khalidi war später Kommandeur des syrischen Yarmouk Regiments im Palästinakrieg 1948–1949 und jordanischer Tourismus-Direktor Jerusalems bis 1967. Als Teil der Jüdischen Brigade, die aus dem Palästinensischen Regiment hervorging, wurde er 1943 erst nach Ägypten verlegt und nahm 1944 als Assault Pioneer an Kampfhandlungen in Italien teil.
Nach dem Ende des Zweiten Weltkrieges war Adin Talbar in Norditalien an der Fluchthilfe für jüdische Überlebende nach Palästina beteiligt. Auf einer Motorradreise nach München einen Monat nach Ende des Krieges übergab ihm der spätere Gefängnispsychologe der Nürnberger Prozesse Gustave Gilbert in Salzburg photographische Aufnahmen des Konzentrationslagers Dachau. Die Nachkriegszeit verbrachte Talbar in den Niederlanden, Belgien, Deutschland und Frankreich. Während der Demobilisierung der jüdischen Brigade schrieb sich Talbar 1946 am Institut Paris des Hautes Études Cinématographiques ein. 1946 wurde er auf die Situation im KZ Bergen-Belsen aufmerksam und begann dort einen Film über die Lebensbedingungen unter britischer Verwaltung zu drehen. Aufgrund der brisanten politischen Situation – der Verbleib der Holocaust-Überlebenden war nicht geklärt und die Einreisebeschränkungen im britischen Mandatsgebiet Palästina bestanden weiter – wurde Talbar festgenommen. Der britische Under-Secretary of State for War Michael Stewart bezeichnete den Film als „anti-britische Propaganda“, als „subversiv… (mit) schwerwiegenden Auswirkungen auf die Sicherheit [der britischen] Truppen, sowohl in Deutschland als auch in Palästina.“ Talbar verbrachte vier Monate im britischen Militärgefängnis von Bielefeld, bevor er auf Fürsprache des Colonels Growes freigelassen wurde. Growes war Talbars Kommandeur in der Jüdischen Brigade gewesen.
Während seiner Zeit im Gefängnis tauschte Talbar mit Arthur Koestler, den er noch aus dem Haushalt seines Vaters kannte, Briefe aus, und nach seiner Entlassung erholte sich Talbar einige Zeit in Koestlers Haus in Wales. Durch Koestler war Talbar mit dem israelfreundlichen Abgeordneten des britischen Parliaments Richard Crossman in Kontakt gekommen. Jedoch konnte dieser über den Verbleib des Filmmaterials nur herausfinden, dass es zerstört worden war.
Talbar studierte Wirtschaftswissenschaften an der London School of Economics, musste sein Studium aber abbrechen, da im Mai 1948 der Unabhängigkeitskrieg in Israel ausbrach und kampferfahrene Offiziere gebraucht wurden. Nach zwei Jahren in der israelischen Armee nahm er sein Studium an der Hebräischen Universität Jerusalem wieder auf und schloss sein Bachelor-Studium ab.

## Regierung
Nach Abschluss des Studiums trat Talbar dem israelischen Finanzministerium bei. Zwischen 1957 und 1960 war er israelischer Wirtschaftskonsul für Kanada in Montreal und zwischen 1961 und 1965 Botschaftsrat für Wirtschaft in Washington. In dieser Zeit handelte er für Israel unter anderem mit den Vereinigten Staaten das Food for Peace Abkommen aus.
Als Deputy Director des Handels- und Industrieministeriums war er der israelische Unterhändler in der Kennedy-Runde des Allgemeinen Handels- und Zollabkommens (GATT) 1965–1967, verhandelte das Wirtschaftsabkommen mit Deutschland 1965–1966 und war Repräsentant des israelischen Handelsministeriums zur Erreichung eines Freihandelsabkommens mit der Europäischen Gemeinschaft 1965–1975. Anschließend ging er in die Privatwirtschaft und wurde Berater von UNCTAD und Schiedsrichter bei GATT.
Seit 1985 war Adin Talbar dänischer Honorarkonsul in Jerusalem.

## Sport

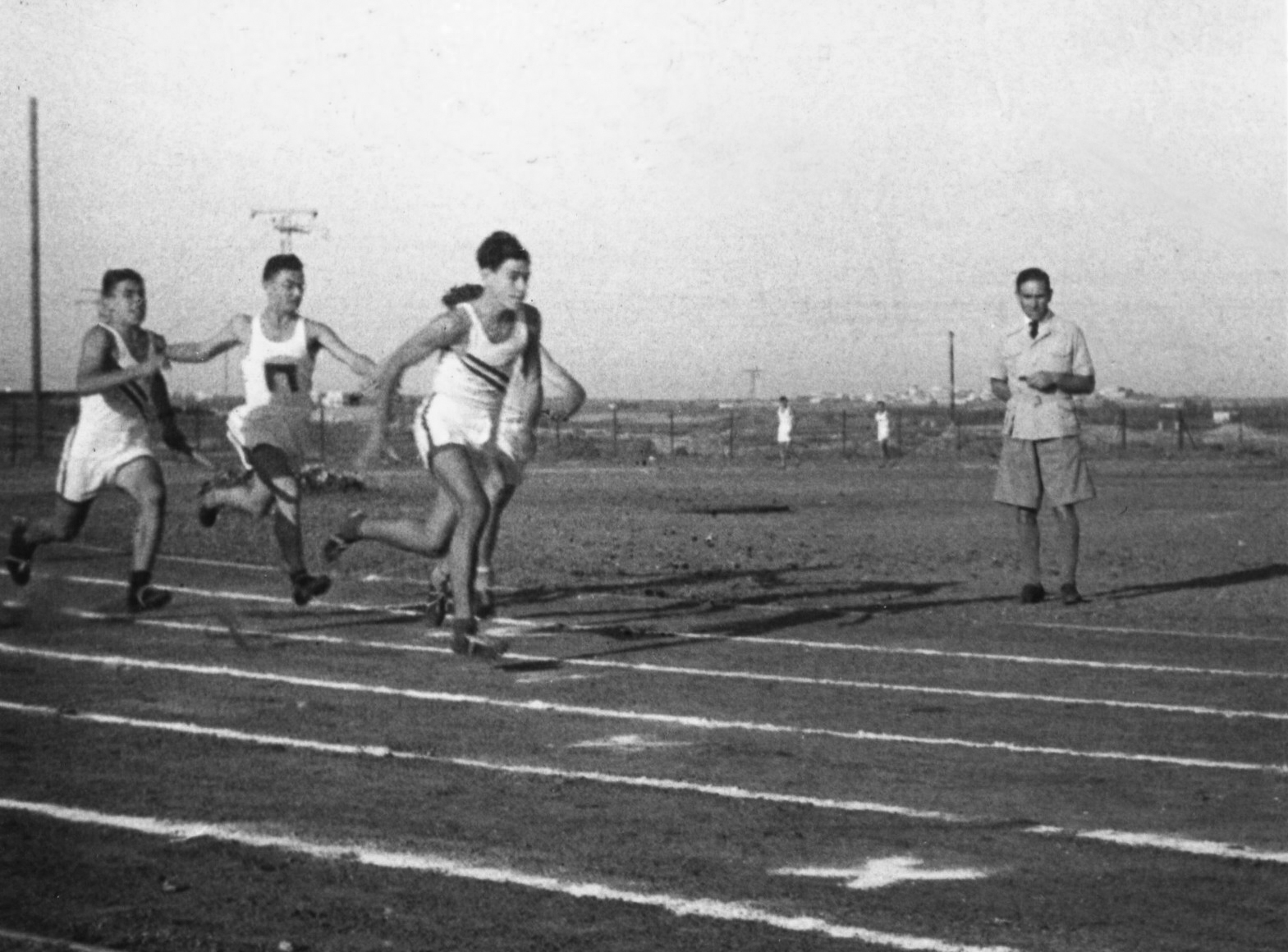
Endspurt des israelischen 800-Meter-Meisterschaftsrennen 1942 – Adin Talbar im gestreiften Hemd rechts

Als Kind in den Turn- und Sportabteilungen von Bar Kochba und Makkabi Berlin aktiv, wurde Talbar 1942 palästinensischer 800-Meter-Meister und 1945 Mittelstreckenmeister der 8. Britischen Armee. 1953 gründete er die israelische Academic Sport Association (A.S.A) und war von 1954 bis 1977 israelischer Repräsentant von A.S.A. bei der Fédération Internationale du Sport Universitaire (FISU). Des Weiteren war er von 1967 bis 1971 oberster Buchprüfer des Vorstands von FISU. Angesichts seines Erfolges, die Vereinigten Staaten, Australien, Kanada und Neuseeland zum Beitritt zur FISU zu bewegen, und angesichts seiner jahrzehntelangen Anstrengungen, zur Versöhnung zwischen den östlichen und westlichen Blöcken durch Sport beizutragen, wurde Adin Talbar 2001 Ehrenmitglied von FISU. Außerdem verlieh ihm das amerikanische State Department eine Medaille für seine Hilfe bei den amerikanischen Vorbereitungen für die FISU Universiade 1967.

## Deutsch-Israelische Beziehungen
Nach den erfolgreichen Verhandlungen über deutsche Wirtschaftshilfen für Israel war Adin Talbar Mitbegründer der Deutsch-Israelischen Handelskammer in Tel Aviv 1966. Ebenfalls 1966 war er der Organisator eines internationalen Universitäts-Basketballturniers, an dem zum ersten Mal eine deutsche Sportmannschaft – nämlich der Universität Heidelberg – teilnahm. Das Turnier wurde von FISU-Präsident Primo Nebiolo eröffnet. Bei Demonstrationen und unter Schutz von 200 Polizisten tauschten die israelischen und deutschen Mannschaftskapitäne im Stadion der Universität Tel Aviv Wappen aus. Die deutsche Flagge musste während des ganzen Turniers von Polizisten bewacht werden. Jedoch wurde dadurch das Tabu, keine offiziellen Jugendsporttreffen zwischen Israel und Deutschland in Israel auszutragen, gebrochen. 1978 war Talbar Gründer und erster Vorsitzender der Israelisch-Deutschen Gesellschaft in Jerusalem.

## Auszeichnungen
Adin Talbar wurde 1984 mit dem Verdienstorden der Bundesrepublik Deutschland (Verdienstkreuz Erster Klasse) und 1993 mit dem dänischen Dannebrog-Orden ausgezeichnet. 2011 wurde er zum Ehrenbürger Jerusalems ernannt.

## Filme
- In Our Own Hands. The Hidden Story of the Jewish Brigade in World War II. (1998)
- Helden ohne Heimat. (2003)
- Das Wiedersehen. (2007)

## Veröffentlichungen
- Erinnerungen an die Theodor Herzl Schule in Berlin. Hrsg. der deutschen Fassung. Jerusalem 1998. (online)
- Foreign Trade. Economy. Israel Pocket Library, Jerusalem, 1973.
- Trade Shows Need Planning. Going into Trade Fairs. International Trade Centre UNCTAD/GATT. Genf 1982.
- Sports in the Jewish Brigade. In: Georg Eisen, Haim Kaufman und Manfred Lämmer (Hrsg.) Sport and Physical Education in Jewish History. Wingate Institute Israel, 2003.
- Felix A. Theilhaber: Jüdische Flieger im Weltkrieg. Mit einem Vorwort von Klaus von Dohnanyi. Hrsg.: Adin Theilhaber-Talbar, Günther Keller. Selbstverlag, Jerusalem / Minfeld 2009, ISBN 978-3-00-029079-4 (Erstausgabe: Der Schild, Berlin  1924, Faksimilie).
- האחרונה מהעלייה השנייה: זיוה‎ (ha-Aḥaronah meha-ʻaliyah ha-sheniyah). Selbstverlag, Jerusalem 2011 (hebräisch).